# 松平頼之
松平 頼之（まつだいら よりゆき）は、陸奥国守山藩（常陸国松川藩）第7代（最後）の藩主（知藩事）。水戸支流頼元系松平家8代。15代将軍・徳川慶喜の弟。

## 生涯
安政5年（1858年）6月1日、常陸国水戸藩藩主・徳川斉昭の二十二男として誕生した。母は大納言万里小路建房の娘・睦子（秋庭）。幼名は廿二麿（にじゅうにまろ）、初名は昭鄰（あきちか）。
元治元年（1864年）2月9日、6代藩主・松平頼升の養子となる。
明治元年（1868年）、養父・頼升が病弱だったこともあり、11歳で藩政を代行した。奥州の戦乱がおさまった12月16日、藩が管理を命じられた地域巡見のため、東京を発って陸奥国守山に向かった。
同2年（1869年）3月5日、封土を奉還した。同年6月、版籍奉還で、江戸時代は江戸に詰めていた守山藩主も領地に帰ることになったが、守山は政情が悪化しており、かつ住居もなかったため、常陸国松川に住むことの願いを出し、許可された。

### 藩知事
同年8月2日、家督を相続し、守山藩知事となった。同月24日、従五位に叙せられた。
同3年（1870年）3月中旬、窮民撫育のため常陸領を巡村した。同年12月20日、守山藩を松川藩に改称する願いを出し、同月24日には認められ、翌明治4年（1871年）正月に新藩印が与えられた。同年1月9日、藩庁などが焼失した。同年3月、東京での学問修業を願い出て認められ、4月27日、東京に到着、やがて芳野金陵方へ通った。
同年7月14日、廃藩置県となり、松川藩は松川県と改まった。翌日15日、頼之は県知事となった。また、子爵となる。
同5年（1872年）9月、養父・頼升が41歳で死去。同6年（1873年）8月11日、頼之も16歳で死去した。
家督は、会津松平家との養子縁組を解消していた実兄の松平喜徳（斉昭の十九男）が継いだ。

## 系譜
父母
- 徳川斉昭（実父）
- 万里小路睦子 - 万里小路建房の娘、側室（実母）
- 松平頼升（養父）

養子
- 松平喜徳 - 実兄